# Juan Díaz (futbolista)
Juan Díaz (nacido en San Marcos Sud, Córdoba; fallecido el 10 de enero de 1924 en Rosario) fue un jugador de fútbol argentino. Se desempeñó en Rosario Central jugando como mediocampista. Formó parte de la dinastía de los Díaz que marcó presencia en las primeras épocas de Rosario Central, ya que fue hermano de Zenón, padre de Octavio y tío de Oscar Pedro.

## Carrera

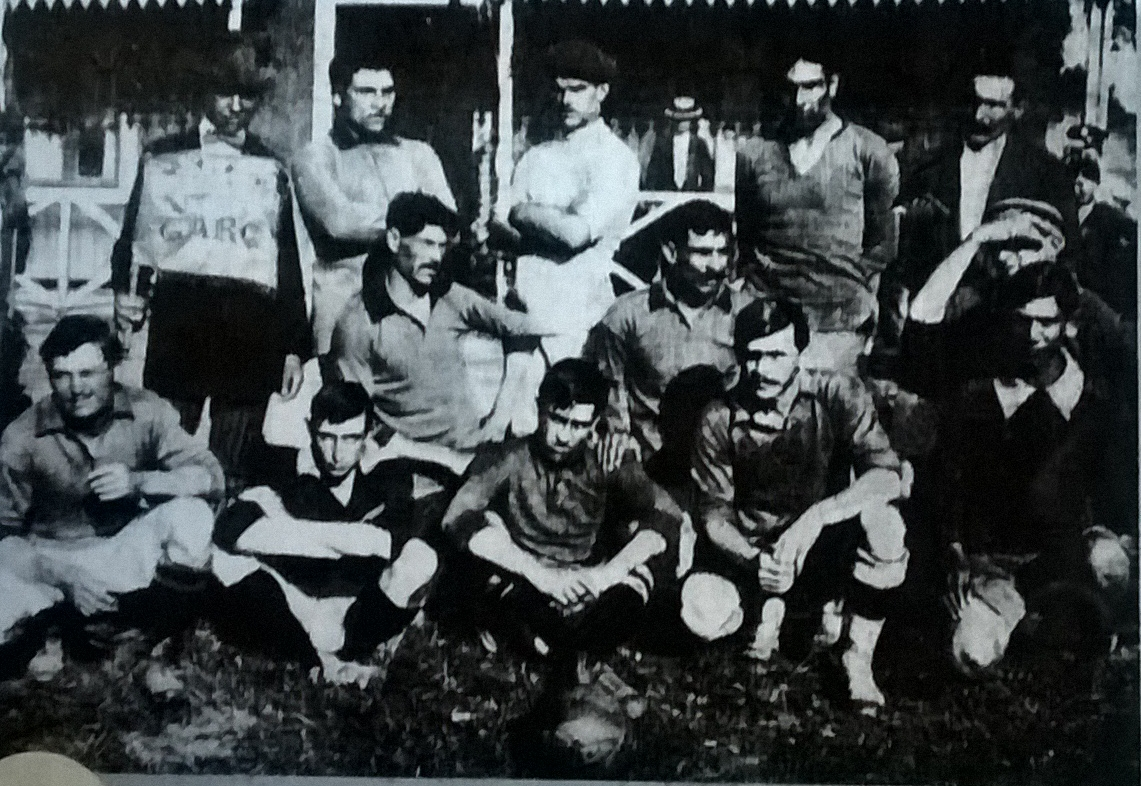
Rosario Central en 1911. Juan Díaz se encuentra en el centro de la fotografía.

Comenzó su trayectoria futbolística en 1905, precedido por su hermano Zenón, quien ya era un destacado jugador; disputó ese año la Copa Santiago Pinasco de la Liga Rosarina de Fútbol, primer torneo organizado por dicha entidad y considerado de Segunda División. 
En 1907 se consolidó como titular en la línea media del equipo canalla; en 1908 se consagró campeón de la Copa Vila, certamen de Primera División de la Rosarina, compartiendo el mediocampo con Pedro Wilson y Mackenzie.
La edición 1912 de la Copa Vila fue declarada desierta tras sumarse diversos inconvenientes, originando la creación para el año siguiente de la Federación Rosarina de Football, a la que se sumó Rosario Central, coexistiendo con el torneo de la Liga Rosarina. En ese 1913 Central se alzó con el título de la nueva entidad del fútbol local, pero además marcó un hito en su historia al consagrarse por primera vez campeón de un torneo nacional: la Copa de Competencia de la Federación Argentina de Football. Díaz fue titular inamovible en la línea media canalla, habitando dicha zona de la cancha junto a Pablo Molina y Alberto Ledesma.

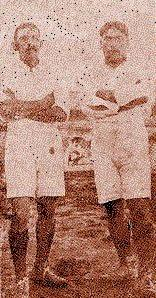
Juan Díaz junto a Ignacio Rota.

Con la reintegración de Rosario Central a la Liga Rosarina continuaron los éxitos para el cuadro auriazul. Se alzó con la Copa Vila en 1914 y 1915, siendo este último año el del retiro de Juan Díaz del primer equipo de Central.
Se registran 76 partidos disputados y 3 goles convertidos por Díaz, teniendo en cuenta que no se tiene información estadística completa de la primera época del fútbol rosarino.
Con su hermano Zenón mantuvo una relación de compañerismo y complicidad; uno de los goles anotados por Juan, en un encuentro ante Provincial en 1912, fue gracias a que Zenón lo empujó para que atropellara la pelota al arco, ante la imposibilidad de rematar de una forma más ortodoxa.
Falleció el 10 de enero de 1924, poco después de disputar un partido de cricket. Su hijo Octavio mantuvo en alto la tradición familiar al consagrarse en la Selección Argentina.

## Clubes
| Club            | País      | Año       |
| --------------- | --------- | --------- |
| Rosario Central | Argentina | 1905-1915 |

## Palmarés

### Torneos nacionales oficiales
| Equipo          | País      | Título              | Año  |
| --------------- | --------- | ------------------- | ---- |
| Rosario Central | Argentina | Copa de Competencia | 1913 |

### Torneos locales oficiales
| Equipo          | País      | Título                          | Año  |
| --------------- | --------- | ------------------------------- | ---- |
| Rosario Central | Argentina | Copa Damas de Caridad           | 1910 |
| Rosario Central | Argentina | Federación Rosarina de Football | 1913 |
| Rosario Central | Argentina | Copa Vila                       | 1914 |
| Rosario Central | Argentina | Copa Damas de Caridad           | 1914 |
| Rosario Central | Argentina | Copa Vila                       | 1915 |
| Rosario Central | Argentina | Copa Damas de Caridad           | 1915 |